# Sommer-Paralympics 2008/Teilnehmer (Gabun)
| stlisierte Goldmedaille | stlisierte Silbermedaille | stlisierte Bronzemedaille |
| ----------------------- | ------------------------- | ------------------------- |
| —                       | —                         | —                         |

Gabun nahm mit dem Läufer Thierry Mabicka an den Sommer-Paralympics 2008 im chinesischen Peking teil, der auch Fahnenträger beim Einzug der Mannschaft war. Mabicka nahm am 800-Meter-Lauf (T54) und am Speerwurf (F57/58) teil. Ein Medaillenerfolg blieb aus.

## Teilnehmer nach Sportart

### Leichtathletik
Männer
- Thierry Mabicka